# いわき市平野球場
いわき市平野球場（いわきしたいらやきゅうじょう）は、福島県いわき市平上荒川にある野球場。

## 概要
1960年（昭和35年）竣工。陸上競技場や総合体育館などいわき市の運動施設が集中する上荒川公園内に所在する。主に高校野球などのアマチュア野球大会に使用される。

## 施設概要
- グラウンド面積：68,182m²
- 両翼：99m、中堅：122m
- 照明設備：なし
- 収容人数：15,000人
- スコアボード：パネル式

## 交通
- JR東日本常磐線・磐越東線 いわき駅より約2.8 km、徒歩約35分、タクシーで約8分。
- 常磐自動車道 いわき中央ICより約9.7 km、車で約18分。
- 「上荒川公園口」バス停下車後、徒歩約10分。

## 参考・外部リンク
- 平野球場 - いわき市
- 平野球場 - いわき市公園緑地観光公社
- 平野球場 - 上荒川公園内体育施設
- 平野球場 - スポーツ施設詳細｜合宿の里ふくしま